# کلاغ (شعر)
کلاغ: از زندگی و آوازهای کلاغ (به انگلیسی: Crow: From the Life and Songs of the Crow) اثری ادبی از شاعر تد هیوز است که اولین بار در سال ۱۹۷۰ توسط فابر اند فابر منتشر شد و یکی از مهم‌ترین آثار هیوز است. نیل رابرتز، استاد ممتاز ادبیات انگلیسی در دانشگاه شفیلد، در سال ۲۰۱۲ برای مجله انجمن تد هیوز نوشت:
کلاغ جایگاه منحصر به فرد مهمی در آثار هیوز دارد. این منادی مرحله دوم جاه‌طلبانه کار او است که تقریباً از اواخر دهه شصت تا اواخر دهه هفتاد به طول انجامید، زمانی که او از برهمکنش مستقیم با جهان طبیعی به روایت‌ها و سکانس‌های اسطوره‌ای یکپارچه روی آورد. این بحث‌برانگیزترین کار او بود: یک آزمایش سبکی که بسیاری از ویژگی‌های جذاب کارهای پیشین او را کنار گذاشت و یک چالش ایدئولوژیک برای مسیحیت و انسان‌گرایی. هیوز کلاغ را بیشتر بین سال‌های ۱۹۶۶ و ۱۹۶۹ پس از یک دوره بی‌حاصل پس از مرگ سیلویا پلات نوشت. او به سال‌های کار روی کلاغ به‌عنوان زمان آزادی تخیلی و انرژی خلاقانه نگاه می‌کرد، که احساس می‌کرد بعداً هرگز بهبود نیافت. او کلاغ را شاهکار خود توصیف کرد… 
این به‌طور خلاصه در یادداشت‌های خطی «شهر کوچک من» توسط پل سیمون و در کتسپاو نوشته جوآن دی. وینج نقل شده است.